# سیارک ۱۲۳۱۲۰
سیارک ۱۲۳۱۲۰ (به انگلیسی: 123120 Peternewman، نامگذاری:2000SQ372)۱۲۳۱۲۰مین سیارک کشف شده‌است که در ۲۶ سپتامبر ۲۰۰۰ کشف شد.